# Joe Torre
Joseph Paul "Joe" Torre (Brooklyn, 18 de julho de 1940), conhecido como Joe Torre, é um ex-jogador e ex-treinador de beisebol norte-americano. Atualmente trabalha como executivo para a Major League Baseball. 

## Carreira como treinador
Joe Torre teve grande sucesso como treinador do New York Yankees. Durante 1996 e 2007, os Yankees chegaram nos "playoffs" em todos os anos, ganhando dez títulos de divisão, seis títulos da Liga Americana e quatro World Series. Com 2.326 vitórias, ele é o quinto treinador que mais venceu na história da Major League Baseball.